# Kostomlaty pod Řipem
Kostomlaty pod Řipem är en ort i Tjeckien.   Den ligger i regionen Ústí nad Labem, i den centrala delen av landet, 30 km norr om huvudstaden Prag. Kostomlaty pod Řipem ligger 215 meter över havet och antalet invånare är 446.
Terrängen runt Kostomlaty pod Řipem är platt.Runt Kostomlaty pod Řipem är det ganska tätbefolkat, med 111 invånare per kvadratkilometer. Närmaste större samhälle är Roudnice nad Labem, 6,9 km nordväst om Kostomlaty pod Řipem. Trakten runt Kostomlaty pod Řipem består till största delen av jordbruksmark.